# Nicolas Gustave Hubbard
Nicolas Gustave Hubbard, né le 8 novembre 1828 à Fourqueux et mort le 21 février 1888 à Paris, est un historien et économiste positiviste français.

## Biographie
Nicolas Gustave Hubbard est le fils de Nicolas Hubbard et de Marie Anne del Carmen Anaclète Baylen. Il est le frère de l'avocat et conseiller municipal de Paris Arthur Hubbard, ainsi que le cousin germain d'Edmond Scherer. Gendre d'Achille Guillard, il est le père de Gustave-Adolphe Hubbard.
Encore étudiant à l'École d'administration, il publie un plaidoyer contre la dissolution de cet établissement républicain (« Défense de l’école d’administration », 1849). Devenu avocat, les Sociétés de prévoyance lui demandent en 1851 de prendre les fonctions de secrétaire de leur Commission de Propagande. L'année suivante, l'Académie consacre son essai « De l’organisation des sociétés de prévoyance ou de secours mutuels » (1852). Néanmoins, son opposition au retour des Bonaparte le pousse à s'exiler à Madrid. Il parachève d'abord une biographie détaillée du comte de Saint-Simon, puis il assemble les matériaux qui formeront la matière de son Histoire de la littérature contemporaine en Espagne (1875), et d'une Histoire contemporaine d’Espagne (6 vol. parus entre 1869 et 1883). À la chute du Second Empire, ce collaborateur de Léon Gambetta devient rédacteur en chef du journal La Nation souveraine et se voit confier la charge de secrétaire général de la Questure de la Chambre des députés. Au commencement de 1876, il a été attaché comme secrétaire à la commission du budget de la Chambre des députés, qui l’a envoyé en Angleterre pour y étudier le mécanisme de l’impôt sur le revenu.

## Écrits
- Saint-Simon, sa vie et ses travaux (1857)
- Lettres d’un exilé volontaire (1871, in-8°)
- Le Budget de trois monarchies et le budget républicain (1873, in-12)
- De la création d’une caisse d’État pour les épargnes des classes laborieuses (1875, in-16).